# Berenguela di León
Berenguela o Berengaria di Leon (1204 – 12 aprile 1237) fu una principessa della Castiglia e del León e imperatrice consorte di Costantinopoli.

## Biografia
Era figlia del re di León Alfonso IX e della seconda moglie Berenguela I, regina di Castiglia. In seguito il matrimonio della coppia venne annullato su decisione di papa Innocenzo III per consanguineità dei coniugi.
Nel 1217 suo fratello Ferdinando divenne re di Castiglia in seguito all'abdicazione di Berenguela.
La scelta dello sposo per l'infanta Berenguela avvenne in occasione del viaggio in terra spagnola di Giovanni di Brienne, recatosi in pellegrinaggio al santuario di Santiago di Compostela. All'ospite straniero vennero offerte proposte di matrimonio sia da parte di Alfonso IX, che offrì la mano della figlia di primo letto Sancha, sia da parte di Berenguela I, che offrì la mano di una delle sue figlie. Giovanni scelse Berenguela, più giovane di dieci anni rispetto a Sancha.
Le nozze vennero celebrate nel 1224 a Toledo.
Berenguela diede quattro figli al marito:
- Maria (1225–1275), sposa di Baldovino II di Costantinopoli;
- Alfonso (1228-1270);
- Luigi (1230–1296);
- Giovanni (1235–1263).

Nel 1229 divenne imperatore di Costantinopoli un fanciullo di dodici anni, Baldovino II. I baroni gli affiancarono un reggente scegliendo Giovanni di Brienne. Giovanni e Berenguela fecero il loro ingresso a Costantinopoli nel 1231 e vennero nominati co-imperatori. Già al momento della nomina la coppia aveva stabilito il matrimonio tra Baldovino e la loro primogenita Maria, nozze che vennero celebrate nel 1234.
Il 27 marzo 1237 morì Giovanni, Berenguela lo seguì nella tomba pochi giorni dopo, il 27 aprile.

## Ascendenza
|                           |                         |                          | Genitori                                 |  |  | Nonni |  |  | Bisnonni                 |  |  | Trisnonni            |  |
|                           |                         |                          |                                          |  |  |       |  |  | Alfonso VII di Castiglia |  |  | Raimondo di Borgogna |  |
|                           |                         |                          |                                          |  |  |       |  |  | Alfonso VII di Castiglia |  |  | Raimondo di Borgogna |  |
|                           |                         | Urraca I di León         |                                          |  |  |       |  |  | Alfonso VII di Castiglia |  |  |                      |  |
| Ferdinando II di León     |                         |                          |                                          |  |  |       |  |  | Alfonso VII di Castiglia |  |  |                      |  |
|                           |                         | Berengaria di Barcellona | Raimondo Berengario III di Barcellona    |  |  |       |  |  |                          |  |  |                      |  |
|                           |                         | Berengaria di Barcellona | Raimondo Berengario III di Barcellona    |  |  |       |  |  |                          |  |  |                      |  |
|                           |                         | Berengaria di Barcellona | Dolce I di Provenza                      |  |  |       |  |  |                          |  |  |                      |  |
| Alfonso IX di León        |                         | Berengaria di Barcellona |                                          |  |  |       |  |  |                          |  |  |                      |  |
|                           |                         | Alfonso I del Portogallo | Enrico di Borgogna, conte del Portogallo |  |  |       |  |  |                          |  |  |                      |  |
|                           |                         | Alfonso I del Portogallo | Enrico di Borgogna, conte del Portogallo |  |  |       |  |  |                          |  |  |                      |  |
|                           |                         | Alfonso I del Portogallo | Teresa di León                           |  |  |       |  |  |                          |  |  |                      |  |
| Urraca del Portogallo     |                         | Alfonso I del Portogallo |                                          |  |  |       |  |  |                          |  |  |                      |  |
|                           |                         | Mafalda di Savoia        | Amedeo III di Savoia                     |  |  |       |  |  |                          |  |  |                      |  |
|                           |                         | Mafalda di Savoia        | Amedeo III di Savoia                     |  |  |       |  |  |                          |  |  |                      |  |
|                           |                         | Mafalda di Savoia        | Mahaut d'Albon                           |  |  |       |  |  |                          |  |  |                      |  |
| Berenguela di León        |                         | Mafalda di Savoia        |                                          |  |  |       |  |  |                          |  |  |                      |  |
|                           | Sancho III di Castiglia | Alfonso VII di Castiglia |                                          |  |  |       |  |  |                          |  |  |                      |  |
|                           | Sancho III di Castiglia | Alfonso VII di Castiglia |                                          |  |  |       |  |  |                          |  |  |                      |  |
|                           | Sancho III di Castiglia | Berengaria di Barcellona |                                          |  |  |       |  |  |                          |  |  |                      |  |
| Alfonso VIII di Castiglia | Sancho III di Castiglia |                          |                                          |  |  |       |  |  |                          |  |  |                      |  |
|                           |                         | Bianca Garcés di Navarra | García IV Ramírez di Navarra             |  |  |       |  |  |                          |  |  |                      |  |
|                           |                         | Bianca Garcés di Navarra | García IV Ramírez di Navarra             |  |  |       |  |  |                          |  |  |                      |  |
|                           |                         | Bianca Garcés di Navarra | Margherita de l'Aigle                    |  |  |       |  |  |                          |  |  |                      |  |
| Berenguela di Castiglia   |                         | Bianca Garcés di Navarra |                                          |  |  |       |  |  |                          |  |  |                      |  |
|                           |                         | Enrico II d'Inghilterra  | Goffredo V d'Angiò                       |  |  |       |  |  |                          |  |  |                      |  |
|                           |                         | Enrico II d'Inghilterra  | Goffredo V d'Angiò                       |  |  |       |  |  |                          |  |  |                      |  |
|                           |                         | Enrico II d'Inghilterra  | Matilde d'Inghilterra                    |  |  |       |  |  |                          |  |  |                      |  |
| Eleonora d'Inghilterra    |                         | Enrico II d'Inghilterra  |                                          |  |  |       |  |  |                          |  |  |                      |  |
|                           |                         | Eleonora d'Aquitania     | Guglielmo X di Aquitania                 |  |  |       |  |  |                          |  |  |                      |  |
|                           |                         | Eleonora d'Aquitania     | Guglielmo X di Aquitania                 |  |  |       |  |  |                          |  |  |                      |  |
|                           |                         | Eleonora d'Aquitania     | Aénor di Châtellerault                   |  |  |       |  |  |                          |  |  |                      |  |
|                           |                         | Eleonora d'Aquitania     |                                          |  |  |       |  |  |                          |  |  |                      |  |